# Processamento de chá

Métodos de processamento de folhas de chá para os seis tipos mais comuns de chá

O processamento de chá é o método pelo qual as folhas da planta Camellia sinensis são transformadas em folhas secas para a preparação de chá.
As categorias de chá são diferenciadas pelo processamento a que são submetidas. Em sua forma mais geral, o processamento de chá envolve diferentes maneiras e graus de oxidação das folhas, interrompendo a oxidação, formando o chá e secando-o.
O sabor inato das folhas de chá secas é determinado pelo tipo de cultivar do arbusto de chá, pela qualidade das folhas de chá colhidas e pela maneira e qualidade do processamento de produção a que são submetidas. Após o processamento, um chá pode ser misturado com outros chás ou com aromatizantes para alterar o sabor do chá final. No processamento de chás preto, pu'erh e oolong, há um objetivo adicional do processamento: estimular a oxidação, que desenvolve ainda mais os compostos de sabor e aroma.

## História

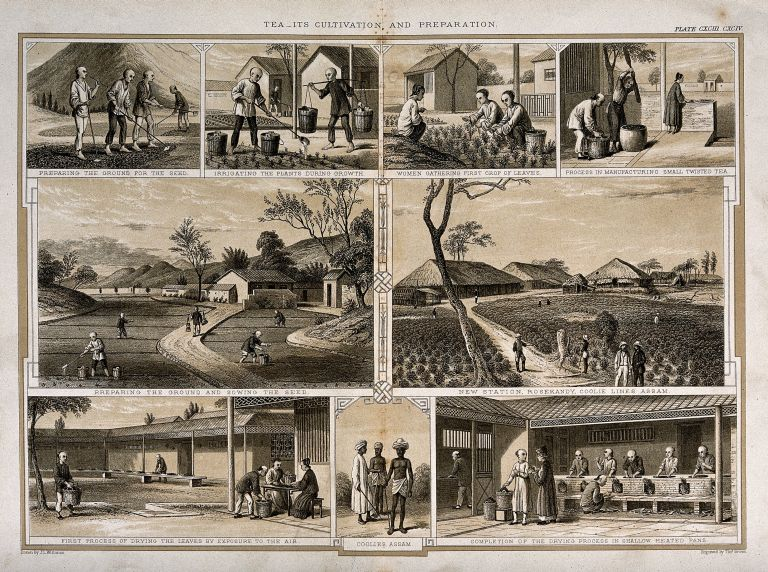
Gravura britânica de 1850 mostrando o cultivo e o processamento de folhas de chá

A história do processamento de chá corresponde intimamente ao papel que o chá desempenhava na sociedade chinesa e aos métodos preferidos de seu consumo na antiga sociedade chinesa. A domesticação do chá e o desenvolvimento de seu método de processamento provavelmente começaram na área em torno do que hoje é o sudoeste da China, a Indo-Birmânia e o Tibete. Variações dessas técnicas de processamento ainda são usadas no processamento moderno do chá, embora sejam muito mais mecanizadas.

### Chá-verde
A antiga sociedade chinesa encontrou pela primeira vez a planta do chá no que hoje é o sudeste da China e a processou como uma erva medicinal adicional para uso na fitoterapia chinesa. A técnica de processamento usada para processar as folhas de chá frescas consistia em vaporizar imediatamente as folhas de chá frescas e secá-las para preservação, que é a forma chinesa mais antiga de processamento de folhas de chá conhecida até hoje. Esse método de processamento foi aperfeiçoado perto do final da dinastia Han (206 a.C. - 220 d.C.) e produziu um chá seco que seria classificado hoje como chá-verde e bastante semelhante ao sencha [en] japonês moderno. Para o consumo, as folhas de chá secas passavam por decocção com água e outras ervas, ou moídas em pó para serem ingeridas diretamente, ou suspensas em um líquido, como o matcha.
Com o aumento do uso do chá na fitoterapia chinesa, os métodos de processamento mudaram, e as folhas de chá-verde processadas não eram secas imediatamente após a vaporização. Em vez disso, as folhas de chá cozidas no vapor eram primeiro pulverizadas em uma forma de pasta, com a pasta então formada em moldes e lentamente seca em chá de blocos, uma técnica bem descrita por Lu Yu [en] em sua obra Clássico do Chá [en]. As folhas tenras e os brotos de folhas geralmente não eram usados, pois as folhas de chá maduras mais velhas eram preferidas para o processamento de chá. Alguns blocos de chá também eram produzidos a partir de folhas inteiras maduras, o que normalmente exigia o uso de uma pasta de arroz cozido (米湯) para unir o bloco de chá. A preferência pelo processamento de chá em forma de blocos possivelmente se deve ao fato de que ele pode ser transportado e armazenado com mais facilidade.

### Chá amarelo e fermentado
O uso do vapor na fixação (殺青) das enzimas das folhas de chá é uma etapa importante no processamento do chá, com as folhas resfriadas rapidamente e, em seguida, submetidas a um processamento adicional. Os métodos menos controlados do passado resultavam na criação de chá amarelo quando as folhas de chá eram vaporizadas em excesso para fixação ou não eram rapidamente espalhadas, molhadas com água e resfriadas. Embora o chá-verde fosse o mais popular na época de Lu Yu, ele considerava pessoalmente o chá amarelo superior ao verde.
Mesmo que as folhas tenham sido resfriadas rapidamente, se forem deixadas em pilhas (渥堆) por muito tempo antes do processamento, as folhas começarão a sofrer fermentação microbiana para produzir chá pós-fermentado. Essa técnica é um pouco semelhante à compostagem, embora rigidamente controlada, e ainda é usada no processamento do chá Liu'an (安徽六安籃茶) e foi introduzida mais recentemente para o processamento do chá Pu-erh do tipo maduro. O processamento de chá em formas de blocos e seu armazenamento também resultaram em outro tipo de chá pós-fermentado, que foi produzido por envelhecimento. Os longos períodos de transporte e armazenamento da época permitiram, sem querer, que os blocos de chá sofressem exposição prolongada aos elementos e a várias microfloras, o que resultou no envelhecimento, na oxidação e na fermentação dos chás de blocos verdes. Um bloco de chá-verde que havia sido armazenado e envelhecido em um chá pós-fermentado era carbonizado sobre carvão para se livrar da camada de detritos, poeira e crescimentos multicoloridos brilhantes antes de ser transformado em pó, cozido e consumido. No final da dinastia Tang (618-907 d.C.), o chá-verde, amarelo e pós-fermentado era comumente usado na China e deixou de ser usado apenas em herbologia para se tornar uma bebida consumida por prazer.

### Chá oolong e branco
A dinastia Tang também foi o período em que o chá oolong foi desenvolvido pela primeira vez na província de Fujian. Ele foi originalmente produzido em forma de blocos finos, conhecido na época pelo nome de chá Beiyuan (北苑茶). A importância do processo de murchagem para a produção do chá oolong foi descrita pelo poeta Huang Furen (皇甫冉) em seu poema “送陸鴻漸棲霞寺采茶”, que indicou que o processamento das folhas de chá não é uma tarefa simples, exigindo a escalada de penhascos íngremes para colher as melhores folhas e o murchamento das folhas sob o sol e os ventos quentes ("采茶非采菉，遠遠上層崖。布葉春風暖，盈筐白日斜. ..").
O chá branco (白茶) também foi desenvolvido na província de Fujian, com suas primeiras menções no documento Grande tratado sobre o chá (大观茶论) a dinastia Song, onde os botões delicados usados para produzir o chá branco, a dificuldade de produzi-lo, seu sabor e sua raridade foram elogiados. O método de processamento do chá branco foi descrito pelo autor da dinastia Ming, Tian Yiheng (田艺蘅), em “Zhuquan Xiaopin” (煮泉小品) (produzido no 33º ano do imperador Jiajing), com relação ao chá branco Fuding (福鼎白茶). Nesse trabalho, ele afirmou que os brotos de chá que foram submetidos à fixação por meio de panificação sobre chamas (como no caso do chá verde) são melhores do que o chá branco que foi simplesmente deixado secar sob o sol, já que seu sabor é mais natural e não tem os sabores transmitidos pela fumaça e pelas chamas. (“芽茶以火作者为次，生晒者为上, 亦更近自然，且断烟火气耳”).

### Chá-preto
A técnica de processamento do chá-preto foi desenvolvida pela primeira vez no final da dinastia Ming, em Wuyishan, Fujian [en], como resultado da oxidação excessiva das folhas de chá durante a fabricação do chá oolong ou indiretamente a partir dos métodos de fabricação dos chás verde e branco. No início do século XVII, os produtores de chá das montanhas Wuyi começaram a amassar as folhas de chá murchas ao sol para macerá-las e, em seguida, deixá-las secar ao sol, atingindo assim a oxidação total e produzindo o chá-preto Gongfu (工夫紅茶). Quando não havia sol suficiente e as temperaturas eram baixas, as folhas murchas eram processadas em ambientes fechados em salas aquecidas e deixadas oxidar totalmente, depois eram defumadas em fogueiras de pinho, produzindo assim o lapsang souchong. Segundo as tradições orais da região, a descoberta do processamento do lapsang souchong deveu-se à passagem de tropas militares por uma fábrica de chá de Wuyishan durante os últimos anos da dinastia Ming, o que causou atrasos no processamento das folhas de chá, resultando em uma folha completamente oxidada que o produtor recuperou secando-a em uma fogueira feita com galhos de pinheiro. Na dinastia Qing, tanto o chá-preto Lapsang Souchong quanto o Gongfu eram bem reconhecidos na China e anotados em “Registros na montanha de Yiwu” (武夷山志) pelo estudioso Dong Tiangong (董天工).

## Procedimentos

### Geral

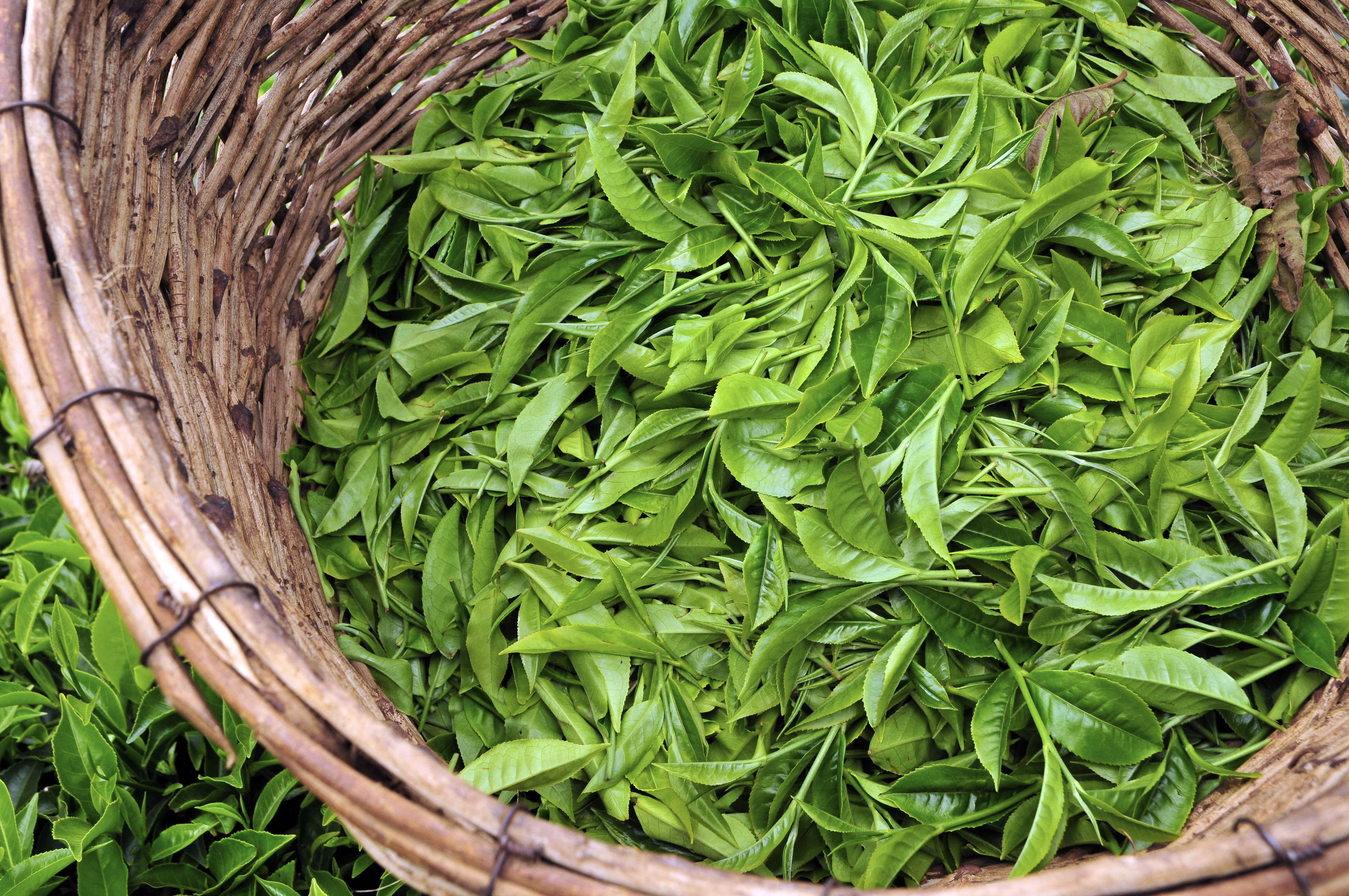
Folhas de chá recém-colhidas em uma fazenda de chá no Quênia

Embora cada tipo de chá tenha um sabor, cheiro e aparência visual diferentes, o processamento de todos os tipos de chá consiste em um conjunto de métodos muito semelhantes, com apenas pequenas variações. Se não houver um controle cuidadoso da umidade e da temperatura durante a fabricação e a vida útil do chá, os fungos se desenvolverão nele. Esse tipo de fungo causa uma fermentação real que contamina o chá e pode torná-lo impróprio para consumo.
1. Colheita: As folhas e os fluxos de chá, que incluem um broto terminal e duas folhas jovens, são colhidos dos arbustos de Camellia sinensis normalmente duas vezes por ano, no início da primavera e no início do verão ou no final da primavera.[10][11] As colheitas de outono ou inverno dos fluxos de chá são muito menos comuns, embora ocorram quando o clima permite. A colheita é feita à mão quando é necessário um chá de qualidade superior ou quando os custos de mão de obra não são proibitivos. Dependendo da habilidade do colhedor, a colheita manual é realizada puxando o fluxo com um estalo do antebraço, do braço ou até mesmo dos ombros, com o colhedor segurando o broto de chá usando o polegar e o indicador, com o dedo médio às vezes usado em combinação.[12] Os fluxos e as folhas do chá também podem ser colhidos por máquinas, embora haja mais folhas quebradas e fluxos parciais que reduzem a qualidade do chá.[13] No entanto, também foi demonstrado que a colheita por máquinas em períodos de colheita corretamente programados pode produzir boas folhas para a produção de chás de alta qualidade.[14]
2. Murchando: As folhas de chá começarão a murchar logo após a colheita, com um início gradual de oxidação enzimática. O processo de murchar é usado para remover o excesso de água das folhas e permite uma quantidade muito pequena de oxidação.[10] As folhas podem ser colocadas sob o sol ou deixadas em uma sala com brisa fresca para retirar a umidade das folhas.[11] Em uma sala, as folhas são espalhadas ao longo de calhas por 8 a 14 horas, geralmente durante a noite. Durante esse período, 35% da umidade é perdida.[15] As condições apropriadas para o processo, como temperatura e umidade relativa, não são facilmente definidas na literatura, pois podem variar dependendo do clima, da região produtora e do tipo de processo utilizado. No entanto, foi demonstrado que variações na taxa de "murchagem", como dura ou suave, influenciam os compostos de sabor.[16] As folhas às vezes perdem mais de um quarto de seu peso em água durante o processo, que também é importante para promover a quebra das proteínas das folhas em aminoácidos livres e aumenta a disponibilidade de cafeína liberada, o que altera o sabor do chá.[17]
3. Esmagamento: Conhecido no setor de chá ocidental como rompimento ou maceração das folhas, os chás são amassados ou rasgados para promover e acelerar a oxidação.[18] As folhas podem ser levemente amassadas em suas bordas por meio de sacudidas e jogadas em uma bandeja de bambu[10] ou tombadas em cestas.[19] Um rompimento mais extenso das folhas pode ser feito amassando, rolando, rasgando e esmagando, geralmente por meio de máquinas.[18] O esmagamento quebra as estruturas dentro e fora das células da folha e permite a mistura de enzimas oxidativas com vários substratos, o que permite o início da oxidação.[17] Isso também libera alguns dos sucos da folha, que podem ajudar na oxidação e mudar o perfil do sabor do chá.[19]
4. Oxidação: Para os chás que requerem oxidação, as folhas são deixadas sozinhas em uma sala climatizada, onde se tornam progressivamente mais escuras. Isso é acompanhado de agitação em alguns casos.[10] Nesse processo, a clorofila das folhas é decomposta enzimaticamente e seus taninos são liberados ou transformados. O produtor de chá pode escolher quando a oxidação deve ser interrompida, o que depende das qualidades desejadas no chá final, bem como das condições climáticas (calor e umidade). Para os chás oolong claros, a oxidação pode ser de 5 a 40%, para os chás oolong mais escuros, de 60 a 70%, e para os chás-pretos, de 100%. A oxidação é muito importante na formação de muitos compostos de sabor e aroma, que dão ao chá a cor, a força e a brisa do licor.[17] Dependendo do tipo de chá desejado, a oxidação insuficiente ou excessiva pode resultar em sabores herbáceos ou em sabores vinícolas excessivamente espessos.[20] Esse processo às vezes é erroneamente chamado de fermentação no setor de chá.
5. Fixação: O shāqīng (殺青) é feito para interromper a oxidação da folha de chá em um nível desejado. Esse processo é realizado por meio do aquecimento moderado das folhas de chá, desativando assim suas enzimas oxidativas e removendo os aromas indesejados das folhas, sem prejudicar o sabor do chá.[10] Tradicionalmente, as folhas de chá são colocadas em uma panela wok[10] ou cozidas no vapor,[11] mas com os avanços tecnológicos, a fixação às vezes é feita por meio de cozimento ou colocação em um tambor. Em alguns chás brancos e alguns chás pretos, como os pretos feitos por método CTC [en], a fixação é feita simultaneamente com a secagem.[20]
6. Abafamento/amarelamento: Exclusivas dos chás amarelos, as folhas de chá quentes e úmidas após a fixação podem ser levemente aquecidas em um recipiente fechado, o que faz com que as folhas anteriormente verdes fiquem amarelas. As folhas resultantes produzem uma bebida que tem uma tonalidade verde-amarelada distinta devido às transformações da clorofila da folha.[21] Ao serem abafadas por 6 a 8 horas em temperaturas próximas às do corpo humano [en], os aminoácidos e polifenóis nas folhas de chá processadas passam por mudanças químicas que dão a esse chá sua brisa distinta e sabor suave.[22]
7. Rolagem/modelagem: As folhas de chá úmidas são então enroladas para serem formadas em tiras enrugadas, manualmente[10] ou usando uma máquina de enrolar que faz com que o chá se enrole em torno de si mesmo. As máquinas de enrolar mais comumente usadas são grandes rotadores circulares que pressionam as folhas entre duas placas de madeira com ranhuras que rasgam, apertam e machucam as folhas. As máquinas de enrolar podem processar até 25 kg por vez.[15] Essa ação de enrolar também faz com que parte da seiva, dos óleos essenciais e dos sucos contidos nas folhas escorra, o que realça ainda mais o sabor do chá.[10] As tiras de chá podem então ser moldadas em outras formas, como enroladas em espirais, amassadas e enroladas em pelotas ou amarradas em bolas, cones e outras formas elaboradas. Em muitos tipos de oolong, as tiras enroladas de folhas de chá são então enroladas em esferas ou meias esferas, o que normalmente é feito colocando-se as folhas úmidas em grandes sacos de pano, que são então amassados à mão ou por máquina de uma maneira específica.[19] O chá também pode ser prensado em tijolos com o uso de pedras pesadas ou prensas.

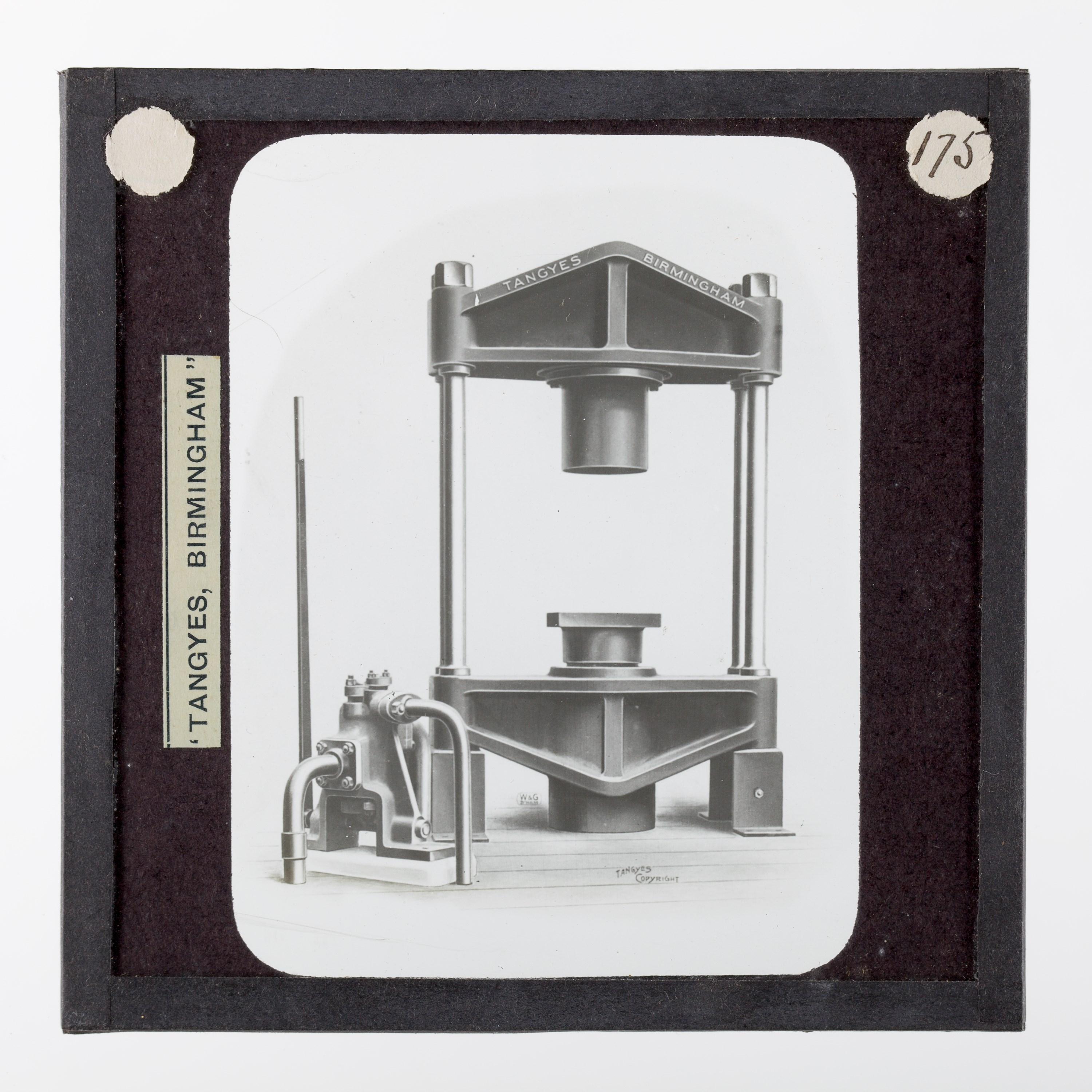
Lâmina de lanterna de vidro, por volta de 1910, mostrando uma prensa de chá hidráulica Tangye do tipo fornecido à Cheerkoff, Panoff & Co. de Hankow, China, para prensar folhas de chá secas em bolos planos de 2+1⁄2 libras para envio à Rússia asiática.

1. Secagem: A secagem é feita para finalizar o chá para venda. Isso pode ser feito de várias maneiras, inclusive com panelas, ao sol, secagem ao ar livre ou cozimento. A secagem em forno é geralmente a mais comum. Deve-se tomar muito cuidado para não cozinhar demais as folhas.[19] A secagem do chá produzido é responsável por muitos novos compostos de sabor, particularmente importantes nos chás verdes.[23]
2. Envelhecimento/cura: Embora nem sempre seja necessário, alguns chás precisam de envelhecimento, fermentação ou cozimento adicionais para atingir seu potencial de consumo. Por exemplo, um chá verde puerh, antes de ser curado e transformado em um chá pós-fermentado, costuma ter um sabor amargo e áspero, mas se torna doce e suave com a fermentação pela idade ou pela umidade.[11] Além disso, o oolong pode se beneficiar do envelhecimento se for queimado em carvão.[10] Os chás aromatizados são fabricados nesse estágio pulverizando o chá com aromas e sabores ou armazenando-os com seus aromatizantes.[24]
3. Classificação: A classificação do chá pode ajudar a remover impurezas físicas, como caules e sementes. O uso de equipamentos de classificação para melhorar a eficiência do processamento de chá é muito comum em fábricas de processamento de chá, especialmente no processamento de chá preto. Um classificador de cores também pode ser usado para classificar o produto final de acordo com a cor e a forma.

Cenas e equipamentos de produção de chá
- Colheita de chá feita por colhedores de chá em Puttabong Tea Estate, Darjeeling
- Trabalhador colhendo flores de chá na Tanzânia.
- Folhas de chá sendo murchas em uma fábrica de chá de Bangladesh
- Maquinário usado para fixação, rolagem, quebra do chá enrolado e secagem do chá.
- Vaporização e prensagem do chá pu-erh em blocos de chá
- Trabalhadores realizando a fixação em folhas de chá em uma plantação chinesa, 1987

### Tipo específico
O chá é tradicionalmente classificado com base no grau ou período de oxidação ou fermentação a que as folhas foram submetidas:

#### Chá-verde
Trata-se de um chá que sofreu a menor quantidade de oxidação. O processo de oxidação é interrompido pela aplicação rápida de calor após a colheita do chá, seja com vapor, o método preferido no Japão, ou por torrefação a seco e cozimento em panelas quentes, preferido no processamento de chá chinês. As folhas de chá podem ser deixadas para secar como folhas separadas ou podem ser enroladas em pequenas pelotas para fazer zhū chá [en]. Esse processo é demorado e normalmente é feito com pekoes de melhor qualidade. O chá é processado dentro de um a dois dias após a colheita e, se feito corretamente, retém a maior parte da composição química das folhas frescas a partir das quais foi produzido. A variação no tempo de vaporização para fixação ou processamento de estágios adicionais de enrolamento e secagem às vezes é usada para melhorar ou alterar o sabor dos tipos de chá verde. As folhas de chá verde são fixadas por torrefação ou vaporização. Geralmente, as variedades torradas são mais ricas em sabor, enquanto as variedades cozidas no vapor têm cores mais vivas.

#### Chá amarelo
Esse chá é processado de maneira semelhante ao chá-verde, mas, em vez de secar imediatamente após a fixação, ele é empilhado, coberto e aquecido suavemente em um ambiente úmido. Isso inicia a oxidação da clorofila das folhas por meios não enzimáticos e não microbianos, o que resulta em uma cor amarelada ou amarelo-esverdeada.

#### Chá-branco
Folhas jovens ou brotos de crescimento novo que sofreram oxidação limitada por meio de uma leve quantidade de murchamento enquanto secos naturalmente ao sol ou especificamente murchados e, em seguida, interrompendo os processos oxidativos por cozimento com as condições ideais de murchamento a 30 graus Celsius (65% de umidade relativa) por 26 horas. O murchamento das folhas pode durar de um a três dias, dependendo da estação e da temperatura do ambiente de processamento. Os brotos podem ser protegidos da luz solar para evitar a formação de clorofila. As folhas de chá destinadas aos chás brancos não são amassadas nem submetidas à fixação, o que preserva grande parte dos pelos brancos das folhas e dá ao chá um sabor relativamente suave. O chá branco é produzido em menor quantidade do que a maioria dos outros estilos e pode ser mais caro do que o chá da mesma planta processado por outros métodos. É menos conhecido em países fora da China, embora isso esteja mudando com o aumento do interesse ocidental pelo chá. Há uma discordância internacional sobre a definição de chá branco entre a China e outros países produtores, sendo que na China o termo é aplicado principalmente às variedades de chá feitas pelo processo do chá branco, enquanto em outros países o termo é usado de modo geral para os chás feitos pelo processo.

#### Chá Oolong
A oxidação desse chá é interrompida em algum ponto entre os padrões do chá-verde e do chá-preto. O processamento normalmente leva de dois a três dias, desde as folhas murchas até a secagem, com um período de oxidação relativamente curto, de várias horas. Nesse sentido, a maioria dos chás Darjeeling [en] com níveis leves de oxidação é mais parecida com os chás verde ou oolong. Em chinês, os chás semi-oxidados são coletivamente agrupados como chá azul (青茶, literalmente: chá verde-azulado; também, chá celadon [en], por causa da cerâmica), enquanto o termo oolong é usado especificamente como um nome para certos chás semi-oxidados. A sabedoria comum sobre os chás levemente oxidados em Taiwan (um grande produtor de oolong) é que uma oxidação muito pequena irrita o estômago de alguns consumidores. Mesmo assim, alguns produtores tentam minimizar a oxidação a fim de produzir um sabor específico ou permitir que as folhas de chá sejam facilmente enroladas na forma esférica ou semiesférica exigida pelos compradores no mercado.

#### Chá-preto
As folhas de chá podem se oxidar completamente. O chá-preto é primeiro murchado para induzir a quebra de proteínas e reduzir o teor de água (68-77% do original). Em seguida, as folhas são submetidas a um processo conhecido no setor como rompimento ou maceração das folhas, que, por meio de contusões ou cortes, rompe as estruturas celulares das folhas, liberando os sucos e as enzimas das folhas que ativam a oxidação. O processo de oxidação leva de 45 a 90 minutos a 3 horas e é realizado em alta umidade, entre 20 e 30 °C, transformando grande parte das catequinas [en] das folhas em tanino complexo. Os chás pretos ortodoxos processados são ainda classificados de acordo com a qualidade da folha pós-produção pelo sistema Orange Pekoe, enquanto os chás esmagados, rasgados e enrolados (CTC) usam um sistema de classificação diferente. As folhas de chá ortodoxas são pesadamente enroladas à mão ou mecanicamente em uma mesa de rolagem cilíndrica ou em uma palheta de rotor. A mesa de rolagem consiste em um tampo de mesa estriado que se move de forma excêntrica em direção a um grande funil de folhas de chá, do qual as folhas são pressionadas para baixo sobre o tampo da mesa. O processo produz uma mistura de folhas inteiras e quebradas e partículas que são então classificadas, oxidadas e secas. O rotovate consiste em uma broca que empurra as folhas de chá murchas através de um cilindro de palhetas que esmaga e corta as folhas de maneira uniforme. Esmagar, rasgar, enrolar é um método de processamento desenvolvido por William McKercher em 1930 que usa máquinas com rotores contra-rotativos com superfícies padronizadas que cortam e rasgam as folhas, produzindo um produto popular para uso em saquinhos de chá. O rotovate é frequentemente usado para pré-cortar o chá murcho antes do CTC e para criar chá preto processado ortodoxo quebrado.

#### Chá pós-fermentado
Os chás que podem sofrer uma segunda oxidação após a fixação das folhas de chá, como Pu-erh, Liu'an e Liubao, são chamados coletivamente de chás secundários ou de pós-fermentação. Em chinês, eles são classificados como chá escuro ou chá preto. Isso não deve ser confundido com o termo "chá-preto", conhecido em chinês como chá vermelho. O Pu-erh, também conhecido como Póu léi (Polee) em cantonês, é o tipo mais comum de chá pós-fermentação no mercado.
Exemplos de vários tipos de chá
- Chá-verde Pu-erh tuo cha, um tipo de pu-erh cru comprimido
- Chá Huoshan Huangya, um chá amarelo
- Bai Hao Yinzhen, um chá branco
- Da Hong Pao [en], um chá Oolong
- Chá branco orgânico Darjeeling processado na Propriedade de Chá Arya em Darjeeling
- Dianhong [en] dourado de Yunnan, um chá-preto
- Chá-preto produzido por meio do processamento CTC